# Ruschia spinosa
Ruschia spinosa är en isörtsväxtart som först beskrevs av Carl von Linné, och fick sitt nu gällande namn av M. Dehn. Ruschia spinosa ingår i släktet Ruschia och familjen isörtsväxter. Inga underarter finns listade i Catalogue of Life.